# José Antonio Villanueva Trinidad
José Antonio Villanueva Trinidad (Madrid 1979) és un ciclista espanyol, ja retirat, especialitzat en el ciclisme en pista. De la seva carrera destaquen les tres medalles aconseguides als Campionat del Món de ciclisme en pista, dues en Velocitat per equips i una en Keirin. També ha aconseguit diplomes olímpics als Jocs Olímpics de Sydney 2000 i Atenes 2004.

## Palmarès
- 1999
  - 2n al Campionat d'Europa sub-23 en Velocitat
- 2000
  -  Medalla de bronze al Campionat del món en Velocitat per equips (amb José Antonio Escuredo i Salvador Melià)
  -  Campió d'Espanya en Velocitat per equips (amb David Cabrero i T. Sánchez)
- 2001
  - 2n al Campionat d'Europa sub-23 en Velocitat
  - 2n al Campionat d'Europa sub-23 en Keirin
  -  Campió d'Espanya de Velocitat
  -  Campió d'Espanya en Velocitat per equips (amb David Cabrero i I. Pérez)
- 2002
  -  Medalla de plata al Campionat del món en Keirin
  -  Campió d'Espanya de Velocitat
  -  Campió d'Espanya de Keirin
- 2003
  -  Campió d'Espanya de Velocitat
  -  Campió d'Espanya de Kilòmetre contrarellotge
- 2004
  -  Medalla de plata al Campionat del món en Velocitat per equips (amb José Antonio Escuredo i Salvador Melià)
- 2006
  -  Campió d'Espanya de Velocitat
- 2007
  -  Campió d'Espanya de Velocitat

### Resultats a laCopa del Món
- 2000
  - 1r a Moscou i Cali, en Velocitat per equips
- 2001
  - 1r a Ciutat de Mèxic, en Keirin
- 2002
  - 1r a Cali, en Kilòmetre
  - 1r a Cali, en Velocitat per equips
- 2003
  - 1r a Moscou, en Velocitat per equips